# Olivia Forsyth
Olivia Anne Marie Forsyth, née le 20 mai 1960 à Kensington à Londres, nom de code « Lara » ; numéro d’agent RS407, est une ancienne espionne sud-africaine.

## Biographie

### Jeunesse
Olivia Forsyth naît le 20 mai 1960 à Kensington, un quartier de Londres en Angleterre, de parents sud-africains, Yvonne et Peter Forsyth. La famille retourne en Afrique du Sud en janvier 1962 et s'installée dans la province du Natal. Forsyth commence sa scolarité à la Westville Infant School de Durban. Après que sa mère ait déménagé avec les enfants à Pietersburg dans le Transvaal, Forsyth fréquente la Capricorn High School, où elle y passe son baccalauréat en 1977. Elle fut membre du conseil municipal junior de Pietersburg. De 1978 à 1980, elle intègre l'université du Witwatersrand, où elle étudie l’anglais, l’afrikaans, le zoulou et l’allemand. Elle part ensuite étudier à l'Université Rhodes de 1982 à 1985, où elle se spécialise dans le journalisme. Elle est diplômée d'études africaines avec mention. En 1985, Forsyth s’inscrit à un master en journalisme, mais ne le terminera jamais.

### Carrière d’espionnage

#### Début au ministère des Affaires étrangères sud-africaine
De mai à novembre 1981, Forsyth travaille au ministère des Affaires étrangères à Pretoria en tant qu'agent du service extérieur. Elle est affectée au Protocol Departement, où elle est approchée par le National Intelligence Service (en). Elle rejoint la police sud-africaine en novembre 1981, date à laquelle elle est recrutée par Craig Williamson (en) et formée au centre d'entraînement à l'espionnage, connu sous le nom de Daisy Farm.

#### Opération à l’université Rhodes
Forsyth travaille à l'université Rhodes sous couverture de son statut d'étudiante de 1982 à 1985. Elle y devient une figure de la lutte anti-apartheid. Elle est élue présidente du comité de l'Union nationale des étudiants sud-africains (en) de Rhodésie du Sud et de l’End Conscription Campaign. Elle obtient des pouvoirs importants en devenant également trésorière du mouvement des femmes du campus et rédactrice en chef du journal étudiant Rhodeo et du journal Grahamstown Voice. Janet Cherry, ancien agent du Congrès national africain (ANC) déclarera que Forsyth avait mené une double vie en « s'intégrant complètement dans la vie étudiante engagée ». 

#### Opération Olivetti et changement de camp
À partir de 1985, Forsyth se rend dans plusieurs pays des Frontline States, sous la couverture d’une employée de la société John Fitzgerard and Associates. Elle y est envoyée dans le cadre de « l’Opération Olivetti ». Durant sa mission, elle s’arrange pour que des journalistes rédigent des articles sur une dizaine de pays membres de la conférence de coordination pour le développement de l'Afrique australe. Elle parvient à s’infiltrer dans une conférence du SADCC pour tirer des informations sur les personnes présentes. Elle arrive également à rentrer en contact avec plusieurs membres de l’ANC, mais décide finalement de proposer ses services au parti en tant qu’agent double[réf. nécessaire]. À Lusaka en Zambie, elle rencontre Ronnie Kasrils, alors chef des services de renseignements de l’Umkhonto we Sizwe, la branche armée du parti. L’ANC accepte alors sa proposition et l’envoie en mission en Afrique du Sud[réf. nécessaire].

#### Emprisonnement
À partir de juin 1986, un certain nombre de responsables de l'ANC cesse de croire aux qualifications de Forsyth en tant qu'agent double ; et le chef de la sécurité de l'ANC, Mzwai Piliso (en), décide de l'envoyer à Quatro, le camp de détention de l'ANC dans le nord de l'Angola, où elle est retenue prisonnière pendant près de sept mois. En février 1987, Forsyth est libérée à la suite de l'intervention de Kasrils et de Chris Hani. Elle est emmenée dans un refuge de l'ANC à Luanda, où elle reste pendant les quinze mois suivants. Pendant cette période, l'ANC tente de négocier avec le gouvernement sud-africain l'utilisation de Forsyth dans le cadre d'un échange de prisonniers avec des membres de l'ANC condamnés à mort.

#### Fuite à l’ambassade britannique
Le 2 mai 1988, Forsyth s’enfuit à l’amabssade du Royaume-Uni en Angola ; sa présence fait la une des journaux deux mois plus tard. En réaction, Luis Neto Kiambata déclare qu’elle constitue un « problème régional » car elle « espionne tous les Frontline States » Le gouvernement angolais propose d’échanger Forsyth contre plusieurs prisonniers en captivités en Afrique du Sud,. Mais le Royaume-Uni refuse l’accord. Le ministre des Affaires étrangères britannique, Sir Geoffrey Howe, signale au gouvernement angolais que les relations entre leur pays respectif seraient largement refroidies tant que le problème Forsyth n’est pas réglé. Forsyth demeure à l’ambassade jusqu’au 16 novembre 1988, date à laquelle elle obtient un visa angolais. La presse locale explique alors aux citoyens que la concernée est une espionne active depuis plusieurs années, dorénavant expulsée. Forsyth est raccompagnée à l’aéroport de Luanda pour un vol à Paris avant de gagner à Londres, où elle retourne avec son père.

#### Retour en Afrique
Après quelque temps au Royaume-Uni, Forsyth et son père retourne en Afrique du Sud dès le début de l’année 1989. Dès son retour, elle tente de redorer son image en lançant une campagne dans les journaux pour persuader qu’elle fut une espionne efficace,. Parallèlement, l’ANC affirme qu'il avait contacté le gouvernement sud-africain pour tenter d'échanger Forsyth contre des membres de l'ANC condamnés, notamment les Six de Sharpeville et Robert McBride (en). De plus, elle relève les noms et coordonnées des agents et espions que leur avait transmis Forsyth.

### Retraite
Forsyth démissionne de la police en novembre 1989 et part vivre dans son pays natal où elle enseigne l’anglais dans le secondaire. En juillet 2015, elle publie ses mémoires.

## Ouvrages
- (en) Agent 407 : A South African Spy Breaks Her Silence, Kindle Edition, 2015, 439 p.